# بالانیت پلاسماسلولاریس
بالانیت پلاسماسلولاریس که با نام‌های بالانیت زون یا بالانیت سلول‌های پلاسما نیز شناخته می‌شود، یک بیماری پوستی است که با یک ضایعه التهابی پوستی بدخیم ظاهر گشته که از نظر بافت‌شناسی با نفوذ سلول‌های پلاسما مشخص می‌شود.: 657 
بالانیت پلاسماسلولاریس به‌طور معمول بدون علامت است. گاهی به صورت پلاک‌های ماکولا نارنجی مایل به قرمز، مرطوب و براق و کمی برجسته دیده می‌شود. این بیماری بیشتر بر روی گلنس آلت اثر می‌گذارد.
علت بالانیت پلاسماسلولاریس ناشناخته است، اما اصطکاک گرمایی و مالش عوامل احتمالی کمک کننده به آن هستند.
برای تشخیص نیاز به بیوپسی است. این بیماری را می‌توان با بهداشت و دارو کنترل کرد. ختنه نیز درمانی مؤثر است.
این بیماری با نام بالانیت زون نیز شناخته می‌شود که به نام کاشف آن زون نامگذاری شده است.
وضعیت مشابهی در زنان شرح داده شده (یعنی "ولویت زون")، اگرچه وجود آن به دلیل احتمال خطای تشخیصی در بسیاری از مواردی که در متون پزشکی گزارش شده، بحث‌برانگیز است.